# William Borle
William Borle (* 1869; † 1948) war ein Schweizer Uhrenindustrieller, Abenteurer, Grosswildjäger und Forschungsreisender in Afrika.

## Leben
William Borle heiratete 1894 Rose Jéquier. Im Jahr 1900 gründete er mit seinem Schwager Paul Jéquier eine Fabrik für Armbanduhren in Fleurier. Er liess sich von 1904 bis 1905 die Villa Les Frênes in Fleurier errichten, die von den Architekten Louis-Ernest Prince und Jean Béguin im Heimatstil geplant worden war. Seine Fabrik fusionierte 1915 mit zwei weiteren zum Uhrenunternehmen Fleurier Watch Co.
Borle schloss sich 1924 gemeinsam mit seinem Landsmann Henry Vallotton der Mission Tranin-Duverne der Franzosen Edmond Tranin und Gustave Duverne an. Dabei handelte es sich um die erste Durchquerung Afrikas vom Atlantik zum Roten Meer mit Automobilen. Borle hatte Duverne auf dem Pariser Autosalon kennengelernt. Tranin und Duverne sowie Borle und Vallotton fuhren jeweils einen 10-HP-Rolland-Pilain. In Zinder, etwa auf halber Wegstrecke der Mission Tranin-Duverne, verkauften Borle und Vallotton ihr Auto an Léonce Jore, den Gouverneur von Niger.
Während Tranin und Duverne ihre Fahrt Richtung Osten fortsetzten, reisten Borle und Vallotton südwärts über Kano und Lagos durch Nigeria. William Borle organisierte gemeinsam mit dem Arzt Georges Hertig die Mission scientifique suisse en Angola durch das südliche Angola, die von Juni 1928 bis März 1929 durchgeführt wurde. Die Reise diente vor allem der Vergrösserung der zoologischen Sammlung in La Chaux-de-Fonds. Neben den beiden Männern nahmen Borles Sohn Marcel Borle und der Botaniker und Zoologe Albert Monard vom Naturkundemuseum in La Chaux-de-Fonds daran teil. Marcel Borle drehte im Auftrag seines Vaters den Dokumentarfilm Voyage en Angola über die Expedition und schrieb ein umfangreiches Reisejournal.
William Borle und Paul Jéquier zogen sich 1945 aus der Unternehmensleitung von Fleurier Watch Co zurück. Borle starb drei Jahre später.